# شهرستان نوروزبای
شهرستان نوروزبای (به قزاقی: Nauryzbai District) یک منطقهٔ مسکونی و ناحیه شهری در قزاقستان است که در آلماتی واقع شده‌است.